# Marguerite Ogden Wilkinson
Marguerite Ogden Wilkinson (ur. 14 listopada 1883, zm. 12 stycznia 1928) – poetka amerykańska.

## Życiorys
Marguerite Ogden Wilkinson była z pochodzenia Kanadyjką. Urodziła się jako Marguerite Ogden Bigelow w Halifax w Nowej Szkocji 14 listopada 1883. Jej rodzicami byli Nathan Kellogg Bigelow i Gertrude Holmes Bigelow. Dzieciństwo spędziła w Evanston w stanie Illinois. Studiowała na Northwestern University. Wyszła za mąż za  Jamesa G. Wilkinsona, dyrektora szkoły. Utonęła 12 stycznia 1928 przy Coney Island w Nowym Jorku. Miała wtedy 44 lata.

## Twórczość
Wydała wiele tomów poetyckich, w tym In Vivid Gardens: Songs of the Woman Spirit (1911). Opublikowała także By a Western Wayside (1912), Golden Songs of the Golden State (1917), The Dingbat of Arcady (1922), Contemporary Poetry (1923), Yule Fire (1925), Citadels (1928). Napisała poza tym długi poemat The Great Dream (1923). Do jej najbardziej znanych wierszy należy utwór To My Country. Zredagowała również komentowaną antologię New Voices: an Introduction to Contemporary Poetry (1919). Pracowała jako recenzentka dla The New York Times Book Review.